# 동경 127.5도
동경 127.5도 또는 동경 127도 30분선은 본초 자오선에서 동쪽으로 127. 5도 또는 127도 30분떨어진 경선이다. 대부분 이선에 모여 있는 중대도시는 한반도뿐이다.
북극점에서 남극점까지 동경 127.5도선은 다음 지역을 지나간다.
| 좌표                                                     | 나라, 지역, 해역       | 주석                                                                         |
| -------------------------------------------------------- | ---------------------- | ---------------------------------------------------------------------------- |
| 북위 90° 0′ 동경 127° 30′  / 북위 90.000° 동경 127.500°  | 북극해                 |                                                                              |
| 북위 75° 0′ 동경 127° 30′  / 북위 75.000° 동경 127.500°  | 랍테프해               |                                                                              |
| 북위 50° 16′ 동경 127° 30′  / 북위 50.267° 동경 127.500° | 러시아                 | 국경 직전 블라고베셴스크 (아무르주)                                          |
| 북위 45° 0′ 동경 127° 30′  / 북위 45.000° 동경 127.500°  | 중화인민공화국         | 동북2성                                                                      |
| 북위 40° 30′ 동경 127° 30′  / 북위 40.500° 동경 127.500° | 조선민주주의인민공화국 | 부전군(부전읍 근교 포함)                                                     |
| 북위 40° 12′ 동경 127° 30′  / 북위 40.200° 동경 127.500° | 조선민주주의인민공화국 | 신흥군(신흥읍 근교 포함)                                                     |
| 북위 39° 48′ 동경 127° 30′  / 북위 39.800° 동경 127.500° | 조선민주주의인민공화국 | 함흥시 옛 흥남시 근교, 함주군 함주읍 근교, 정평군 정평읍 근교 사이를 지난다. |
| 북위 39° 32′ 동경 127° 30′  / 북위 39.533° 동경 127.500° | 조선민주주의인민공화국 | 금야군 금야읍의 동쪽을 지난다.                                               |
| 북위 39° 9′ 동경 127° 30′  / 북위 39.150° 동경 127.500°  | 조선민주주의인민공화국 | 원산시 갈마국제공항                                                          |
| 북위 38° 45′ 동경 127° 30′  / 북위 38.750° 동경 127.500° | 조선민주주의인민공화국 | 안변군 안변읍→고산군 고산읍→회양군 회양읍→세포군                             |
| 북위 38° 22′ 동경 127° 30′  / 북위 38.367° 동경 127.500° | 조선민주주의인민공화국 | 김화군 김화읍                                                                |
| 북위 38° 0′ 동경 127° 30′  / 북위 38.000° 동경 127.500°  | 대한민국               | 강원도 철원군 김화읍→화천군                                                  |
| 북위 37° 39′ 동경 127° 30′  / 북위 37.650° 동경 127.500° | 대한민국               | 경기도 가평군 가평읍                                                         |
| 북위 37° 30′ 동경 127° 30′  / 북위 37.500° 동경 127.500° | 대한민국               | 경기도 양평군 양평읍                                                         |
| 북위 37° 15′ 동경 127° 30′  / 북위 37.250° 동경 127.500° | 대한민국               | 경기도 이천시                                                                |
| 북위 36° 54′ 동경 127° 30′  / 북위 36.900° 동경 127.500° | 대한민국               | 충북혁신도시                                                                 |
| 북위 36° 40′ 동경 127° 30′  / 북위 36.667° 동경 127.500° | 대한민국               | 충청북도 청주시                                                              |
| 북위 36° 15′ 동경 127° 30′  / 북위 36.250° 동경 127.500° | 대한민국               | 대전광역시 동구 대청동을 얇게 썰며 옥천군 서부를 얇게 썬다.                  |
| 북위 36° 6′ 동경 127° 30′  / 북위 36.100° 동경 127.500°  | 대한민국               | 충청남도 금산군 금산읍                                                       |
| 북위 35° 48′ 동경 127° 30′  / 북위 35.800° 동경 127.500° | 대한민국               | 전북특별자치도 진안군 진안읍                                                 |
| 북위 35° 39′ 동경 127° 30′  / 북위 35.650° 동경 127.500° | 대한민국               | 전북특별자치도 장수군 장수읍                                                 |
| 북위 35° 25′ 동경 127° 30′  / 북위 35.417° 동경 127.500° | 대한민국               | 전북특별자치도 남원시 이백면                                                 |
| 북위 35° 12′ 동경 127° 30′  / 북위 35.200° 동경 127.500° | 대한민국               | 전라남도 구례군 구례읍                                                       |
| 북위 35° 0′ 동경 127° 30′  / 북위 35.000° 동경 127.500°  | 대한민국               | 전라남도 순천시                                                              |
| 북위 34° 30′ 동경 127° 30′  / 북위 34.500° 동경 127.500° | 대한민국               | 전라남도 고흥군 나로도                                                       |
| 북위 26° 10′ 동경 127° 30′  / 북위 26.167° 동경 127.500° | 일본                   | 오키나와섬과 도카시키섬의 사이를 지난다.                                     |
| 남위 0° 0′ 동경 127° 30′  / 북위 -0.000° 동경 127.500°   | 태평양                 | 인도네시아를 지난다.                                                         |
| 남위 30° 0′ 동경 127° 30′  / 남위 30.000° 동경 127.500°  | 오스트레일리아         | 웨스턴오스트레일리아 주                                                      |
| 남위 31° 52′ 동경 127° 30′  / 남위 31.867° 동경 127.500° | 인도양                 | 오스트레일리아 정부는 이 해역을 남극해의 일부로 취급한다.                    |
| 남위 60° 0′ 동경 127° 30′  / 남위 60.000° 동경 127.500°  | 남극해                 |                                                                              |
| 남위 66° 11′ 동경 127° 30′  / 남위 66.183° 동경 127.500° | 남극                   | 오스트레일리아령 남극 지역[1]                                                |

## 같이 보기
- 광복시간
- 한국 표준시
- UTC+08:30